# Provincia marítima de Castellón
La provincia marítima de Castellón es una de las treinta provincias marítimas en que se divide el litoral de España. Comprende desde el paralelo de la gola de Cerrada de latitud 39º43´N hasta la línea que parte con rumbo 135° del río Cenia. Limita al norte con la provincia marítima de Tarragona y al sur con la provincia marítima de Valencia.
La capitanía de esta provincia marítima está situada en Castellón de la Plana. Su puerto más importante es el puerto de Castellón.
Consta de los siguientes distritos marítimos:
- Burriana (CP-1): desde la gola de Cerrada hasta el río Mijares.
- Castellón (CP-2): desde el río Mijares hasta la torre Capicorp.
- Vinaroz (CP-3): desde la torre Capicorp hasta el río Cenia.